# لاتينية عامية
اللاتينية العامية، أو اللهجة اللاتينية، أو ما تُسمى باللاتينية القياسية، (بالإنجليزية: Colloquial Latin أو Latin slang أو Vulgar Latin)، (باللاتينية: vulgaris Latinus أو Sermo Vulgaris)، هي مجموعة من اللهجات الاجتماعية من اللغة اللاتينية المنطوقة في منطقة البحر الأبيض المتوسط خلال وبعد الفترة الكلاسيكية من الإمبراطورية الرومانية. وهي مختلفة عن اللاتينية الكلاسيكية التي كانت المعيار القياسي والأدبي للغة. يعتبر التوثيق المكتوب لللاتينية العامية أقل توحيدًا مقارنة باللاتينية الكلاسيكية. كانت الأعمال المكتوبة باللغة اللاتينية خلال العصور الكلاسيكية والعصور الوسطى السابقة تستخدم اللغة الكلاسيكية بدلاً من العامية، مع استثناءات قليلة جدًا (أبرزها أقسام من عمل ساتيريكون بقلم بترونيوس)، وبالتالي لم يكن لدى اللغة العامية إملاء موحد خاص بها.
اختلفت اللاتينية العامية بطبيعتها اختلافًا كبيرًا حسب المنطقة والفترة الزمنية، ولكن يمكن رؤية العديد من الانقسامات الرئيسية في اللغة. بدأت اللهجات اللاتينية تنحرف عن اللاتينية الكلاسيكية بحلول القرن الثالث خلال الفترة الكلاسيكية للإمبراطورية الرومانية. ومع ذلك، ظلت معظم اللهجات المنطوقة متشابهة ومفهومة مع اللاتينية الكلاسيكية خلال القرن السادس.
في الإمبراطورية الرومانية الشرقية، تلاشت اللغة اللاتينية تدريجياً كلغة بلاط في القرن السادس؛ كانت اللاتينية تستخدم في بلاط جستنيان، ولكن أصبحت اللغة اليونانية (التي كانت شائعة بالفعل في الأجزاء الشرقية من الإمبراطورية الرومانية منذ بدايتها) هي اللغة الرسمية في عهد هرقل في أوائل القرن السابع الميلادي. تأثرت اللاتينية المنطوقة في منطقة البلقان شمال اليونان تأثراً شديداً باليونانية والسلافية، كما أصبحت مختلفة تمامًا عن اللاتينية الكلاسيكية وعن اللاتينية في أوروبا الغربية.
وهكذا تحولت اللاتينية الكلاسيكية من «لغة أم حية» إلى لغة أجنبية على الجميع، ولا يمكن حتى فهمها حتى من قبل متحدثي اللغات الرومانسية إلا بعد دراستها. واليوم، فإن اللغات الرومانسية، مثل الفرنسية والإيطالية والبرتغالية والرومانية والإسبانية، كلها تطورت من اللاتينية العامية وليس الكلاسيكية.

## قراءة إضافية
- Adams, James Noel. 1976. The Text and Language of a Vulgar Latin Chronicle (Anonymus Valesianus II). London: University of London, Institute of Classical Studies.
- --. 1977. The Vulgar Latin of the letters of Claudius Terentianus. Manchester, UK: Manchester Univ. Press.
- --. 2013. Social Variation and the Latin Language. Cambridge: Cambridge University Press.
- Burghini, Julia, and Javier Uría. 2015. "Some neglected evidence on Vulgar Latin 'glide suppression': Consentius, 27.17.20 N." Glotta; Zeitschrift Für Griechische Und Lateinische Sprache 91: 15–26. جايستور 24368205.
- Herman, József, and Roger Wright. 2000. Vulgar Latin. University Park: Pennsylvania State University Press.
- Jensen, Frede. 1972. From Vulgar Latin to Old Provençal. Chapel Hill: University of North Carolina Press.
- Lakoff, Robin Tolmach. 2006. "Vulgar Latin: Comparative Castration (and Comparative Theories of Syntax). Style 40, nos. 1–2: 56–61. جايستور 10.5325/style.40.1-2.56.
- Rohlfs, Gerhard. 1970. From Vulgar Latin to Old French: An Introduction to the Study of the Old French Language. Detroit: Wayne State University Press.
- Weiss, Michael. 2009. Outline of the historical and comparative grammar of Latin. Ann Arbor, MI: Beechstave.
- Zovic, V. 2015. "Vulgar Latin in Inscriptions from the Roman Province of Dalmatia." Vjesnik Za Arheologiju i Povijest Dalmatinsku 108: 157–222.

## روابط خارجية
- Batzarov، Zdravko (2000). "Orbis Latinus". مؤرشف من الأصل في 2019-05-09. اطلع عليه بتاريخ 2009-09-19.
- Norberg، Dag؛ Johnson، R.H. (Translator) (2009) [1980]. "Latin at the End of the Imperial Age". Manuel pratique de latin médiéval. New York: دار نشر جامعة كولومبيا, Orbis Latinus. مؤرشف من الأصل في 2018-09-11. {{استشهاد بكتاب}}: |الأول2= باسم عام (مساعدة)
- "Corpus Grammaticorum Latinorum". Paris: Laboratoire d'Histoire des théories linguistiques. 2008. مؤرشف من الأصل في 7 يناير 2013. اطلع عليه بتاريخ 19 سبتمبر 2009.